# Mehlsecken
Mehlsecken (toponimo tedesco) è una frazione del comune svizzero di Reiden, nel distretto di Willisau (Canton Lucerna).

## Storia
Già comune autonomo, nel 1856 fu accorpato a quello di Langnau bei Reiden, il quale a sua volta nel 2006 è stato accorpato a quello di Reiden assieme all'altro comune soppresso di Richenthal.